# アーロン・シェーンフェルド
アーロン・シェーンフェルド（Aaron Schoenfeld、1990年4月17日 - ）は、アメリカ合衆国出身の元サッカー選手。現役時代のポジションはFW。

## クラブ経歴
2012年のMLSサプリメンタルドラフトで、2巡目(全体20人目)にモントリオール・インパクトに指名された。
2012年3月23日、コロンバス・クルーは、2013年MLSサプリメンタルドラフトの条件付き指名権と引き換えにモントリオール・インパクトから権利を取得した後、シェーンフェルドと契約したと発表した。契約から1日後のモントリオール・インパクト戦でプロデビュー。
2014年シーズンはデイトン・ダッチ・ライオンズにレンタル移籍し、クラブの1シーズン最多得点記録(12ゴール)保持者となった。
2016年、短期トライアルの後、マッカビ・ネタニヤFCと契約した。なお2016年1月14日にイスラエル内務省から一時的なイスラエル居住者の地位を与えられたので、国内選手扱いとなっている。
マッカビ・ネタニヤFCで2試合に出場した後、ハポエル・テルアビブFCと2年半の契約を結んだ。この取引では移籍金100万ドルと引き換えにマッカビ・ネタニヤのユース選手ファディ・ナジャールと共に売却された。
2017年2月、マッカビ・テルアビブFCに移籍。
2020年2月12日、母国アメリカに帰国しメジャーリーグサッカーのミネソタ・ユナイテッドFCに加入。ミネソタ・ユナイテッドFCは、2021年のMLSスーパードラフトでの第2ラウンド指名権と引き換えに、コロンバス・クルーから保有権を取得した。

## 人物
ユダヤ系アメリカ人である。
2016年2月14日にクロアチア代表との親善試合のためにイスラエル代表に招集されたという報道がされたが、実際は現在までにイスラエル代表の招待を受けたことはない。

## タイトル

### クラブ
マッカビ・テルアビブFC
- イスラエル・プレミアリーグ: 2018–19
- トト・カップ: 2017–18, 2018–19